# مطار كيتي
مطار كيتي (بالفنلندية: Kiteen lentokenttä)‏ (إياتا: KTQ، إيكاو: EFIT) هو مطار يقع في كيتي، فنلندا.

## روابط خارجية
- بلدة كيتي - مطار باللغة الفنلندية
- VFR Suomi / فنلندا - مطار كيتي
- Lentopaikat.net - مطار كيتي باللغة الفنلندية